# Містеріо (Marvel Comics)
Містеріо (англ. Mysterio) — ім'я трьох суперлиходіїв і ворогів Людини-Павука з коміксів американського видавництва Marvel Comics. Оригінальний Містеріо — Квентін Бек (англ. Quentin Beck) був створений Стеном Лі та Стівом Дітко і вперше з'явився в Amazing Spider-Man #13. У 2009 році Містеріо зайняв 85 місце в списку 100 найбільших лиходіїв з коміксів за версією IGN

## Історія створення геніального злочинця
Квентін Бек почав свою кар'єру як кінокаскадер, але скоро почав займатися створенням спецефектів. У короткі терміни, він став одним з найбільш досконалих майстрів ілюзії. Надихнувшись бажанням стати популярним, він спробував стати актором. Успіх його був незначним. Хтось із його колег жартівливо порадив йому вбити Людину-Павука і зайняти його місце популярного борця зі злочинністю. Прагнучи скопіювати всі риси Павука, Бек переїхав до Нью-Йорк. Він пильно вивчав повзуна по стінах протягом місяців, знімаючи його дії і збираючи шматочки павутини, щоб визначити її склад. Бек звернувся до кримінального генія відомого як Тінкерер, забезпечив його і його помічників обладнанням, яке робило їх схожими на прибульців. Бек брав участь у їх протизаконній діяльності, але втік коли вони зустріли поразку в бою з Людиною-Павуком. Згодом Бек завершив виготовлення костюма Павука і оволодів його здібностями. Також він створив свій власний образ Містеріо. Бек хотів дискримінувати Людину-Павука, підставляючи його у своїх злочинах. Але Павук переміг Містеріо і здав його поліції

## Біографія

### Зловісна Шістка
Для здійснення помсти Людині-павуку, він з'єднався з жахливим Доктором восьминігом; винахідливою піщаною Людиною; високо літаючим Стерв'ятником; Крейвеном-Мисливцем; і супер-зарядженим Електро. Проте, навіть спільні зусилля Зловісної Шістки виявилися недостатніми, щоб виконати те, на що жоден не зміг спромогтися наодинці.

### Використання Гіпнозу
Протягом свого другого тюремного звільнення він створив особистість Доктора Людвіга Райнхарта і використовуючи технологічну та психологічну зброю, безуспішно спробував звести Людину-Павука з розуму. Інсценувавши  фальшиву смерть, Бек втік з в'язниці і дізнався, що під будинком Паркера заховано скарб,заритий грабіжником, який убив дядька Бена. Попри його докладне планування і розширене використання спеціальних ефектів, Містеріо не зміг отримати скарб. Він і його помічники були затримані Людиною-Павуком.

### Напад на Шибайголову
Містеріо продовжував зіштовхуватися з Людиною-Павуком досить довго, як і в Зловісній Шістці так і один, поки не дізнався, яку він ціну заплатить за його злочини. Беку діагностували пухлину мозку і рак легенів, обидві хвороби були викликані хімічними речовинами, які він використовував для своїх ілюзій. Він був випущений з тюремної лікарні, щоб прожити один рік. У той час, Бен Рейлі вже замінив Людину-Павука. Не маючи можливості помститися своєму заклятому ворогові, Містеріо вибрав своєю жертвою сліпого Шибайголову. Бек дізнався від Короля Мафії, що Шибайголова ніхто інший, як адвокат Метт Мердок. Містеріо переконав Мердока і його соратників у тому, що дитина народжена при непорочному зачатті була втіленням зла. За допомогою своїх галюциногенів Містеріо майже зломив волю Шибайголови, але червоний диявол все ж переміг. Не в силах пережити своєї принизливої поразки, Містеріо покінчив із собою. Але, всупереч своєї смерті, Містеріо знову об'явився, щоб мучити Павука.

### Другий Містеріо— Денні Беркгарт
Коли Містеріо був спійманий, виявилося, що це наступник Квентіна Бека — Денні Беркгарт. У прагненні помститися за першого Містеріо, кузен Бека використовував його технології для створення вогняного гарбузоголового лиходія на ім'я Божевільний Джек. Макґвайр Бек зловив Людину-Павука і Шибайголову, але героям вдалося його перемогти. Макгвайр таємно співпрацював з таємничою особистістю, одягненої в знайоме фіолетово-зелене вбрання.

## Здібності
Майстер магії і гіпнотизер, Містеріо міг виконати кілька трюків одночасно.
Також, Квентін Бек був кваліфікованим хіміком-аматором; він сконцентрував цілий ряд вибухонебезпечних речовин, галюциногенів і токсинів різної сили і впливу.

### Зброя
Квентін Бек має розширений набір пристроїв для створення спецефектів. Каска Містеріо містить голографічні проектори і була створена з одностороннього плексигласу, який не дає можливості розглянути його обличчя зовні. Трубки, що працюють під його костюмом, провідні в отвори в його чоботях і рукавичках, випускають газ, погіршують зір, щоб приховати його появу або відхід.